# بارتولیمو
بارتولیمو روستایی در استان ریفت والی، کنیا می‌باشد.